# عمر دهكون
عمر دهكون (ولد بتاليوين سنة 1937) الملقب كذلك بزهير، كان عضواً في الاتحاد الوطني للقوات الشعبية وكذلك مناضلاً ثورياً في صفوف التنظيم. كان دهكون هو زعيم الخلايا السرية في الرباط والدار البيضاء التي كانت تستعد للقيام بأعمال مسلحة في المدن بعد اندلاع الشرارة في الجبال.
كان دهكون من أبرز العناصر التي شاركت في أحداث مولاي بوعزة سنة 1973 قبل أن يلقى عليه القبض ويحاكم بالمحكمة العسكرية بالقنيطرة ويُعدم في عيد الأضحى من نفس السنة. 